# محوطه قبرگبری
محوطه قبرگبری مربوط به عصر آهن ۳ - دوره اشکانیان است و در شهرستان خرم‌آباد، بخش ویسیان، دهستان ویسیان، روستای عباس گلپت واقع شده و این اثر در تاریخ ۱۳ آبان ۱۳۸۶ با شمارهٔ ثبت ۱۹۸۳۵ به‌عنوان یکی از آثار ملی ایران به ثبت رسیده است.